# Heterolaophonte parasigmoides
Heterolaophonte parasigmoides är en kräftdjursart som beskrevs av Boric 1969. Heterolaophonte parasigmoides ingår i släktet Heterolaophonte och familjen Laophontidae. Inga underarter finns listade i Catalogue of Life.